# Arsamès (satrape d'Égypte)
Pour les articles homonymes, voir Arsamès.
Arsamès ou Arshama (vieux perse : Aršāma) est un dignitaire perse sous l'empire achéménide, satrape d'Égypte sous la domination perse dans la seconde moitié du Ve siècle avant notre ère.

## Biographie

### L'administration du satrape

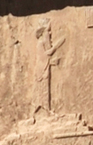
Darius II, tombe de Naqsh-e Rostam, 404 avant notre ère

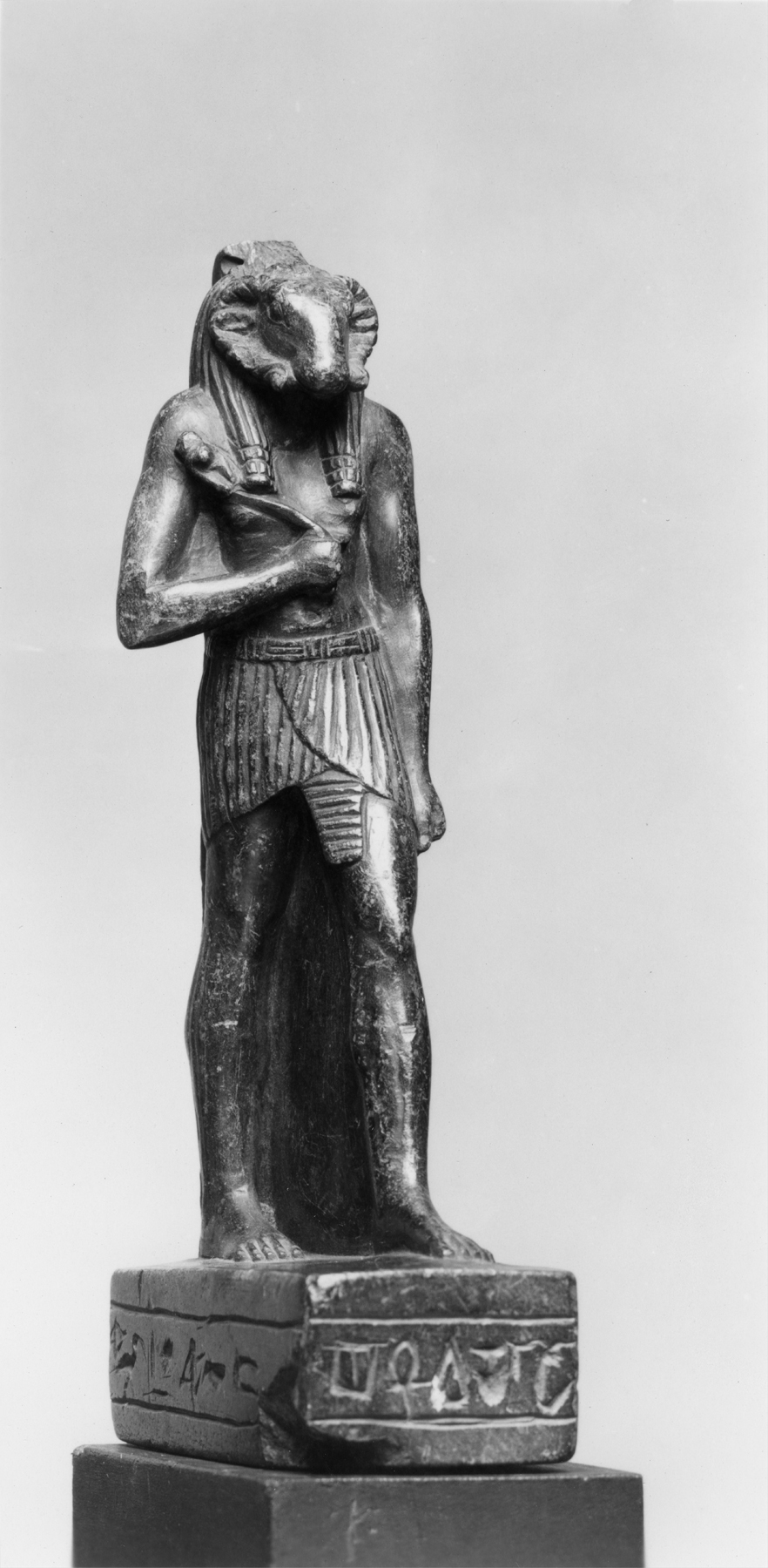
Statue du dieu Khnoum à tête de bélier, granit noir, entre 664 et 525 avant notre ère

Arsamès, membre de la famille royale achéménide, arrive en Égypte sous les ordres du général perse Mégabaze après la mort du satrape Achéménès, tué pendant la révolte d'Inaros en 460 avant notre ère. Après que Mégabaze a réprimé les Libyens d'Inaros et les partisans du prince égyptien Amyrtée (probable ancêtre d'Amyrtée, fondateur de l'éphémère XXVIIIe dynastie) et repoussé le corps expéditionnaire athénien, Arsamès est nommé satrape. Il mène une politique d'apaisement, favorisée par la paix entre Athéniens et Perses en 449 avant notre ère : selon Hérodote (III.15), il permet aux fils d'Inaros et d'Amyrtée de succéder aux gouvernements de leurs pères.
En 430, une épidémie de peste, qui était peut-être la variole ou une autre maladie, venue d'Afrique orientale, frappe l'Égypte avant de ravager Athènes et une partie du bassin méditerranéen.
En 423, Arsamès intervient dans la crise de succession qui suit la mort d'Artaxerxès Ier et de son successeur assassiné Xerxès II : il contribue à placer sur le trône le prince Darius II. Il est probable qu'il s'absente de sa province à cette occasion et son absence a peut-être entraîné des mutineries parmi les troupes mais, globalement, la province reste en paix jusqu'à une nouvelle phase d'agitation à partir de 416.
L'administration perse s'appuie sur des colons militaires juifs, araméens, mésopotamiens, iraniens, ayant l'araméen pour langue véhiculaire et administrative : plusieurs documents sur papyrus permettent de connaître le fonctionnement de l'administration du satrape, notamment dans l'importante garnison de Syène (Assouan) et Éléphantine qui surveillait la frontière méridionale de la Haute-Égypte. Ainsi, une lettre d'Arsamès envoyée en janvier 411 contient des instructions détaillées pour la réparation d'un navire destiné au transport du personnel, avec la liste de fournitures à demander aux magasins royaux : le texte, écrit en araméen, emploie un vocabulaire administratif, nautique et artisanal où se mêlent des mots d'origine iranienne, sémitique et égyptienne.
De 411 à 409, Arsamès séjourne à la cour du Roi des rois en Babylonie et Susiane. Il en profite pour mettre en valeur ses propriétés en Mésopotamie : sur neuf contrats à son nom trouvés dans les archives de Nippur, sept datent de cette période. Il confie le gouvernement par intérim de sa satrapie à un nommé Artahant (un Perse) tout en envoyant des intendants (Égyptiens indigènes) pour gérer ses domaines personnels en Égypte. Il écrit en Égypte pour commander un lot de sculptures et pour contrôler la gestion de terres allouées à un autre dignitaire perse.   
Cependant, l'absence prolongée du satrape entraîne des troubles graves. Des esclaves ciliciens s'enfuient d'un de ses domaines et sont contraints de se joindre à une bande de rebelles : après leur capture, Artahant écrit à Arsamès qui accepte de leur pardonner.

### La crise à Éléphantine
L'administration perse est confrontée à une montée des revendications des indigènes égyptiens parmi lesquels elle a recruté des compagnies de soldats et dont le mécontentement se tourne d'abord contre les Juifs. Ceux-ci célèbrent le culte de Yahweh dans leur propre sanctuaire à Éléphantine. En 419-418, un fonctionnaire juif du temple de Jérusalem, du nom de Hananyah, se rend en Égypte pour y faire appliquer les réformes religieuses de Néhémie. Ces mesures qui renforcent le particularisme juif provoquent la colère des prêtres de Khnoum, la grande divinité locale d'Éléphantine : une lettre écrite quelques années plus tard dit qu'« il est connu de vous que Khnoum fut contre nous [les Juifs] depuis que Hananyah fut en Égypte jusqu'à maintenant ». Les prêtres de ce dieu à tête de bélier sont peut-être indisposés par les sacrifices de moutons de la Pâque juive ou bien il faut y voir une manifestation de nationalisme égyptien contre une communauté favorisée par l'administration perse. Les Juifs peuvent alors compter sur la protection d'un coreligionnaire bien placé, le scribe Anani, chancelier de la satrapie.
Probablement un peu avant le départ d'Arsamès pour la cour royale en 411, la petite communauté juive de Thèbes est menacée par des émeutiers et redoute un pillage : elle demande le soutien de celle d'Éléphantine, plus importante. Les Juifs d'une part, les Égyptiens d'autre part envoient des pots-de-vin à Arsamès et à d'autres fonctionnaires perses pour faire prévaloir leurs demandes. En 410, Arsamès étant parti, le conflit s'envenime : les prêtres de Khnoum obtiennent du nomarque perse Vidranga l'autorisation de construire un « mur » prolongeant leur propre temple en empiétant sur le terrain du sanctuaire juif et sur un puits utilisé par la communauté juive. Avec le soutien de Vidranga et des compagnies militaires égyptiennes, les fidèles de Khnoum pillent le temple juif et le saccagent. D'après une supplique écrite après le retour d'Arsamès en 409-408, c'est Vidranga lui-même qui ordonne la destruction du temple juif, exécutée par son fils à la tête « des Égyptiens et d'autres militaires ».   
De retour en Égypte, Arsamès prend des sanctions sévères : Vidranga et son fils sont dégradés, les auteurs du pillage exécutés. Mais, pendant plusieurs années, les Juifs demandent vainement l'autorisation de rebâtir leur temple. Ils cherchent des appuis à l'extérieur, auprès de Dalayah, gouverneur juif de Jérusalem, et de Bagôhî, gouverneur de Samarie. Ils finissent par obtenir satisfaction en 406, sauf sur un point : il ne leur est plus permis de sacrifier des ovins, le Temple de Jérusalem, rebâti à partir de 516, revendiquant le monopole de ce rite. 

### La fin de la domination perse
À partir de 414, Amyrtée II, petit-fils du rebelle vaincu par les Perses, commence à se rendre indépendant dans une partie du Delta.  Après la mort de Darius II en 404, une guerre civile oppose ses deux fils, Artaxerxès II et Cyrus le Jeune, se terminant par la mort du second à la Bataille de Counaxa en 401. Il n'est plus fait mention d'Arsamès dans les textes après 406 mais, jusqu'en décembre 401, certains contrats d'Éléphantine sont datés du règne d'Artaxerxès, indiquant que l'autorité perse s'exerce toujours dans cette partie de la Haute-Égypte. Ce n'est qu'à partir de 399 que les contrats sont datés « du règne d'Amyrtée » et, en 398, les Juifs d'Éléphantine font allégeance à son successeur Néphéritès qui fait exécuter Amyrtée et fonde la XXIXe dynastie.  

Images de l'Égypte achéménide
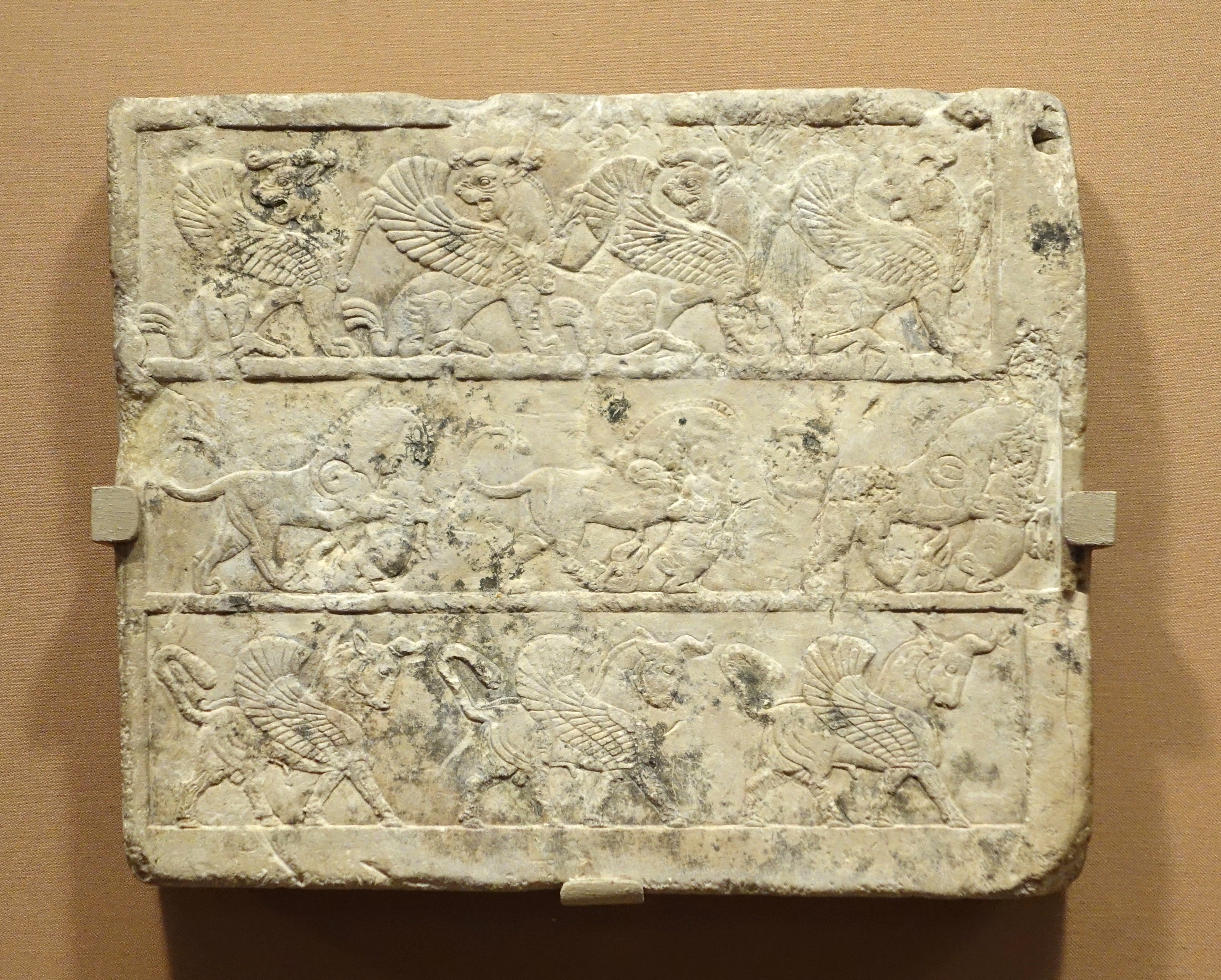
Bas-relief achéménide probablement sculpté en Égypte : dragons et lions, entre 550 et 330 avant notre ère.
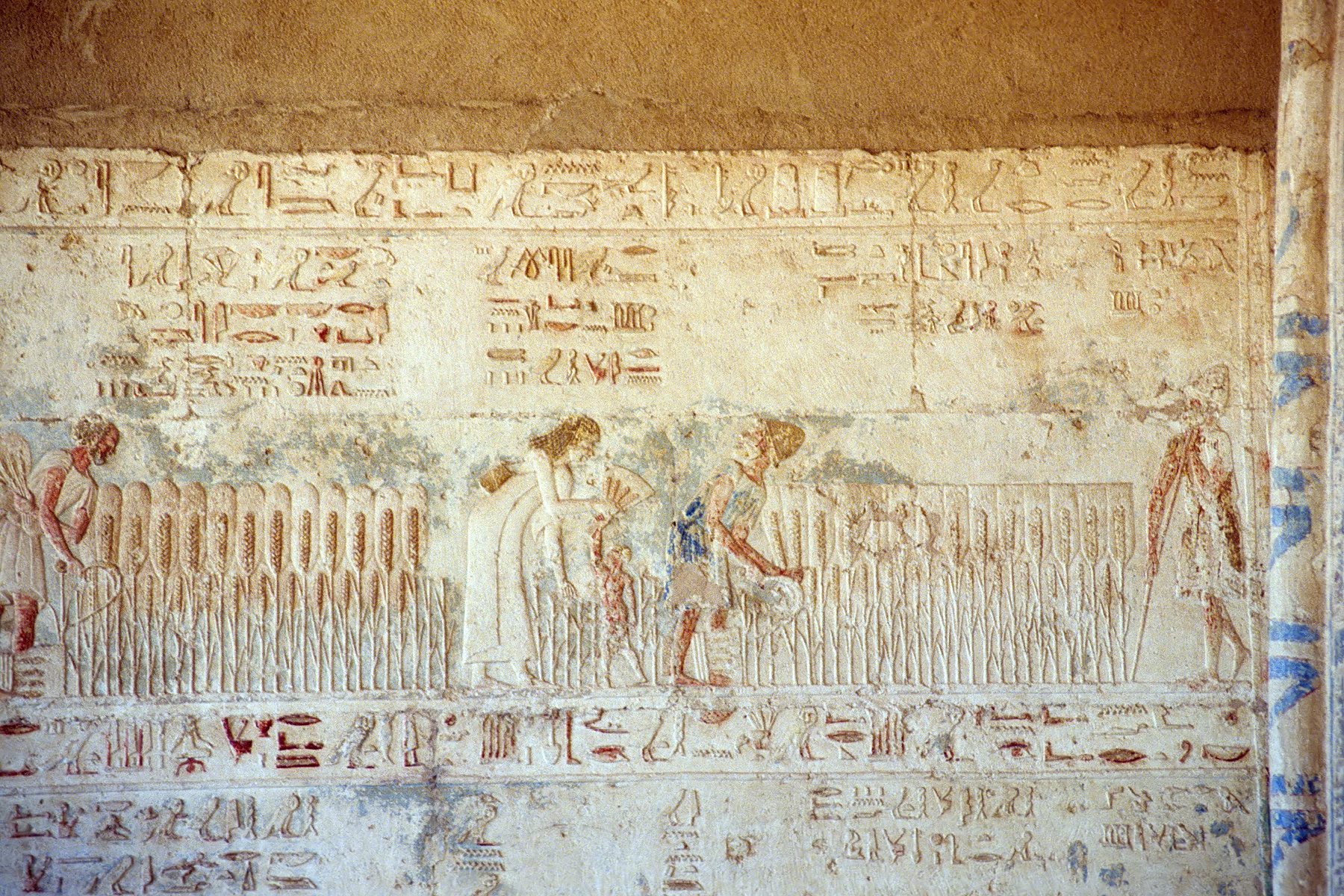
Travaux des champs en Égypte, tombeau de Pétosiris, v. 400 avant notre ère.
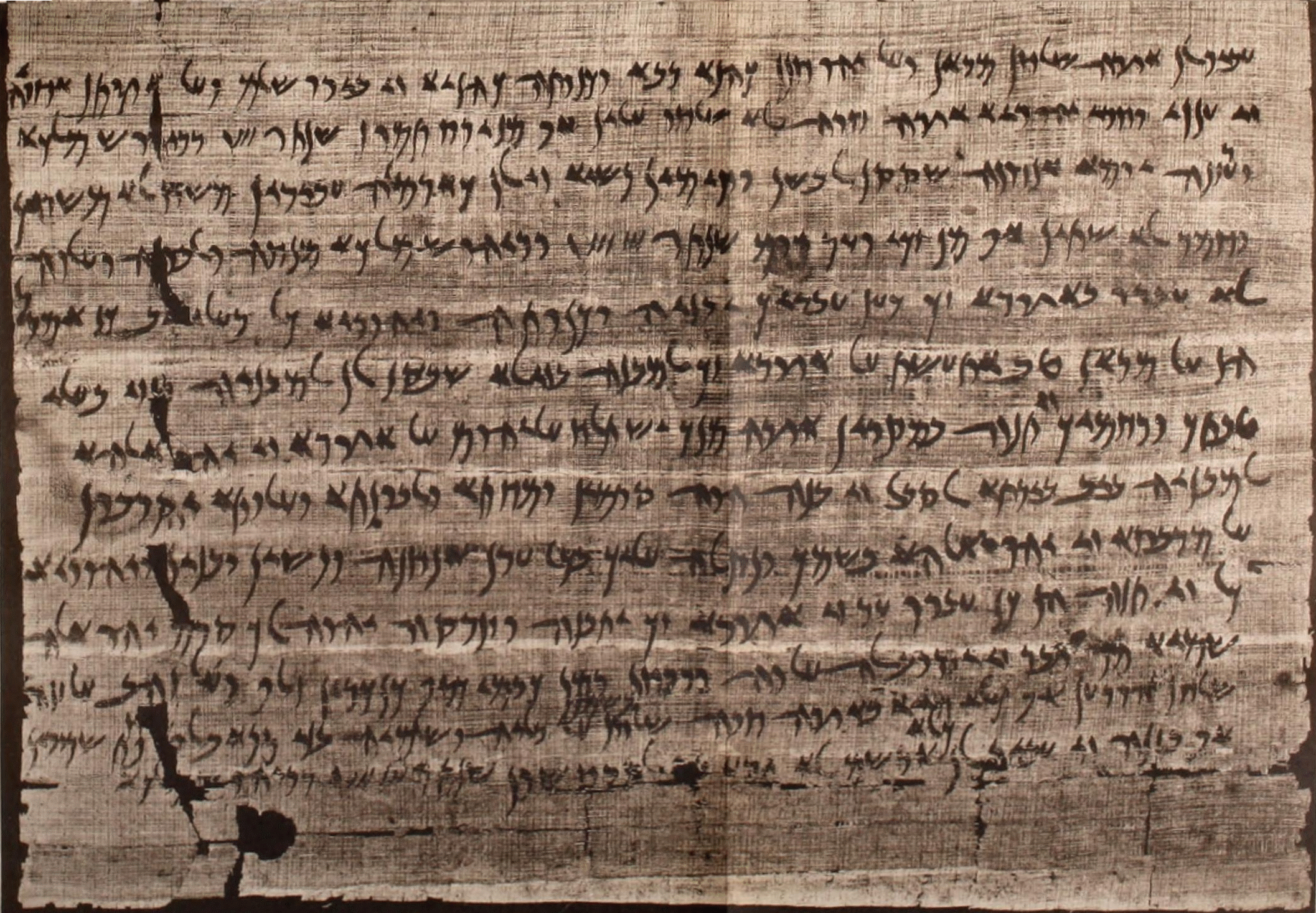
Lettre des Juifs d'Éléphantine demandant la reconstruction de leur temple, 407 avant notre ère.